# Grantley Herbert Adams

Sir Grantley Adams auf der 100-Dollar-Note von Barbados

Sir Grantley Herbert Adams (* 28. April 1898 in Saint Michael; † 28. November 1971 ebenda) war ein barbadischer Politiker.

## Leben
Adams wuchs als drittes von sieben Kindern in Barbados auf, damals eine britische Kolonie. 1918 erhielt er ein Stipendium, das ihm erlaubte, in Oxford Rechtswissenschaft zu studieren. 1925 kehrte er nach Barbados zurück, um als Anwalt zu arbeiten. 1929 heiratete er Grace Thorne, sein Sohn Tom Adams, ihr einziges Kind, wurde 1931 geboren.
Adams trat für die Rechte des „einfachen Volkes“ ein, das seiner Meinung nach von der weißen Pflanzer-Aristokratie ausgebeutet wurde. 1934 wurde er erstmals in das Unterhaus des kolonialen Parlaments gewählt, 1935 und 1936 wurde er wiedergewählt. 1937 kam es zu Unruhen, nachdem der schwarze Gewerkschafter Clement Payne nach Trinidad deportiert worden war. Adams verteidigte Payne vor Gericht und wurde später nach Großbritannien gerufen, um dem Kolonialminister Bericht zu erstatten. Die politischen Unruhen führten 1938 zur Gründung der Barbados Progressive League. Adams, der zum Zeitpunkt der Gründung geschäftlich außerhalb der Insel war, wurde zunächst Vizepräsident der Partei. Nachdem diese 1941 durch Hugh Worrell Springer reorganisiert worden war, übernahm er die Führung der Partei, die in Barbados Labour Party umbenannt wurde. Zusätzlich wurde er Vorsitzender der ebenfalls aus der Progressive League entstandenen Barbados Workers' Union, der ersten Gewerkschaft der Insel, was er bis 1954 blieb.
Nach verschiedenen Reformen und Ausweitungen des Wahlrechts, unter anderem 1951 dem vollen gleichen Wahlrecht für alle Erwachsenen, gestand die britische Kolonialregierung 1954 die innere Selbstverwaltung zu. Adams wurde 1954 erster Premierminister des Landes, was er bis 1958 blieb. Als Barbados 1958 eine der Provinzen der von Großbritannien unabhängigen Westindischen Föderation wurde, wurde Adams ihr erster und einziger Premierminister. Nachdem die Föderation 1962 zerbrochen war, kehrte Adams in das nun selbständige Barbados zurück.
Adams wurde 1957 von Königin Elisabeth II. für seine Verdienste um Barbados und den karibischen Raum als Knight Bachelor geadelt. In Erinnerung an das Wirken Adams’ wurde 1976 der Flughafen in Christ Church in Sir Grantley Adams International Airport umbenannt. Im April 1998 erließ das Parlament ein Gesetz über einen Order of National Heroes, mit dem 10 historische Persönlichkeiten, darunter Adams und Springer, zu nationalen Helden erklärt wurden. Als Gedenktag wurde Adams 100. Geburtstag gefeiert.